# Funkmetal
Funkmetal är en subgenre till funkrock som är en blandning av heavy metal och funk. Allmusic hävdar att, "Funkmetal utvecklades under 1980-talet när alternativband som till exempel Red Hot Chili Peppers, Faith No More, Infectious Grooves, Mordred och Fishbone började spela sin hybrid med ett starkare funkljud och metal."

## Anmärkningsvärda funkmetal-band/artister
- Buckethead
- Electric Boys
- Faith No More
- Fishbone
- Incubus
- Infectious Grooves
- Korn
- Living Colour
- Mindjive
- Mr. Bungle (tidiga)
- Primus
- Rage Against the Machine
- Red Hot Chili Peppers
- Suicidal Tendencies